# Tatarensont
De Tatarensont (Russisch: Татарский пролив; Tatarski proliv, Chinees: 韃靼海峽, Japans: 間宮海峡; "straat van Mamiya") is een zeestraat in de Grote Oceaan, die de Zee van Ochotsk in het noorden scheidt van de Japanse Zee in het zuiden en die loopt tussen het Aziatische (Russische) vasteland in het westen en het Russische eiland Sachalin in het oosten. Het noordelijke nauwe deel, waar de Amoer instroomt, wordt ook wel Straat Nevelskoj genoemd en het noordelijkste deel Amoerbaai. Soms worden de straat van Nevelskoj en Amoerbaai niet tot de Tatarensont gerekend, waarmee de sont 663 kilometer lang is.
De Ainu koloniseerden vanuit de Tatarensont het eiland Sachalin, dat ze Karafuto noemden. In de tijd van Stalin werden er plannen gemaakt voor het afdammen van de Tatarensont om zo Vladivostok het jaar rond ijsvrij te houden, maar deze gingen om onduidelijke redenen niet door. Latere berekeningen toonden aan dat indien dit zou zijn gebeurd, het klimaat van de noordkust van de Zee van Ochotsk en de monding van de Amoer zeer negatief zou zijn beïnvloed. In de winter bevriest het noordelijk deel van de straat en komt in het zuidelijke deel drijfijs voor.

## Naam
De straat wordt ook wel Straat van Tartarije genoemd, waarvan de naam verwijst naar Tartarije, de naam die door Europeanen werd gegeven aan het gebied ten oosten van de Oeral en de Kaspische Zee voor de inname door de Russen en waarvan de inwoners werden aangeduid als "Tataren". De naam Tataren slaat hierbij op de inwoners van Mantsjoerije, een gebied dat voor de komst van de Russen in Europa werd aangeduid als Oost-Tartarije. In Japan wordt de straat straat van Mamiya genoemd, naar Mamiya Rinzo, die de straat bevoer in 1808, terwijl de Russen ze de Straat Nevelskoj hebben vernoemd naar admiraal Gennadi Nevelskoj, die de straat verkende in 1848.

## Volkscultuur
De Engelse dichter Walter de la Mare schreef in de 19e eeuw een gedicht genaamd Strait of Tartary, waarin 'Tartary' werd aangeduid als een land ten noorden van China. In de film The League of Extraordinary Gentlemen uit 2003 wordt de staat ook genoemd.

## Havens
Belangrijke havens aan de Tatarensont zijn:
Op Sachalin
- Aleksandrovsk-Sachalinski
- Cholmsk
- Nevelsk
- Oeglegorsk
- Sjachtjorsk

Op het vasteland
- De-Kastri
- Vanino
- Sovjetskaja Gavan